# Anolis alumina
Anolis alumina este o specie de șopârle din genul Anolis, familia Polychrotidae, descrisă de Hertz 1976. A fost clasificată de IUCN ca specie cu risc scăzut. Conform Catalogue of Life specia Anolis alumina nu are subspecii cunoscute.